# Rügenwalder Mühle
Die Rügenwalder Mühle Carl Müller GmbH & Co. KG ist ein deutscher Lebensmittelhersteller mit Sitz in Bad Zwischenahn. Das ursprünglich auf Wurstwaren spezialisierte Unternehmen macht inzwischen mehr Umsatz mit vegetarischem Fleischersatz als mit Produkten, die Fleisch enthalten.

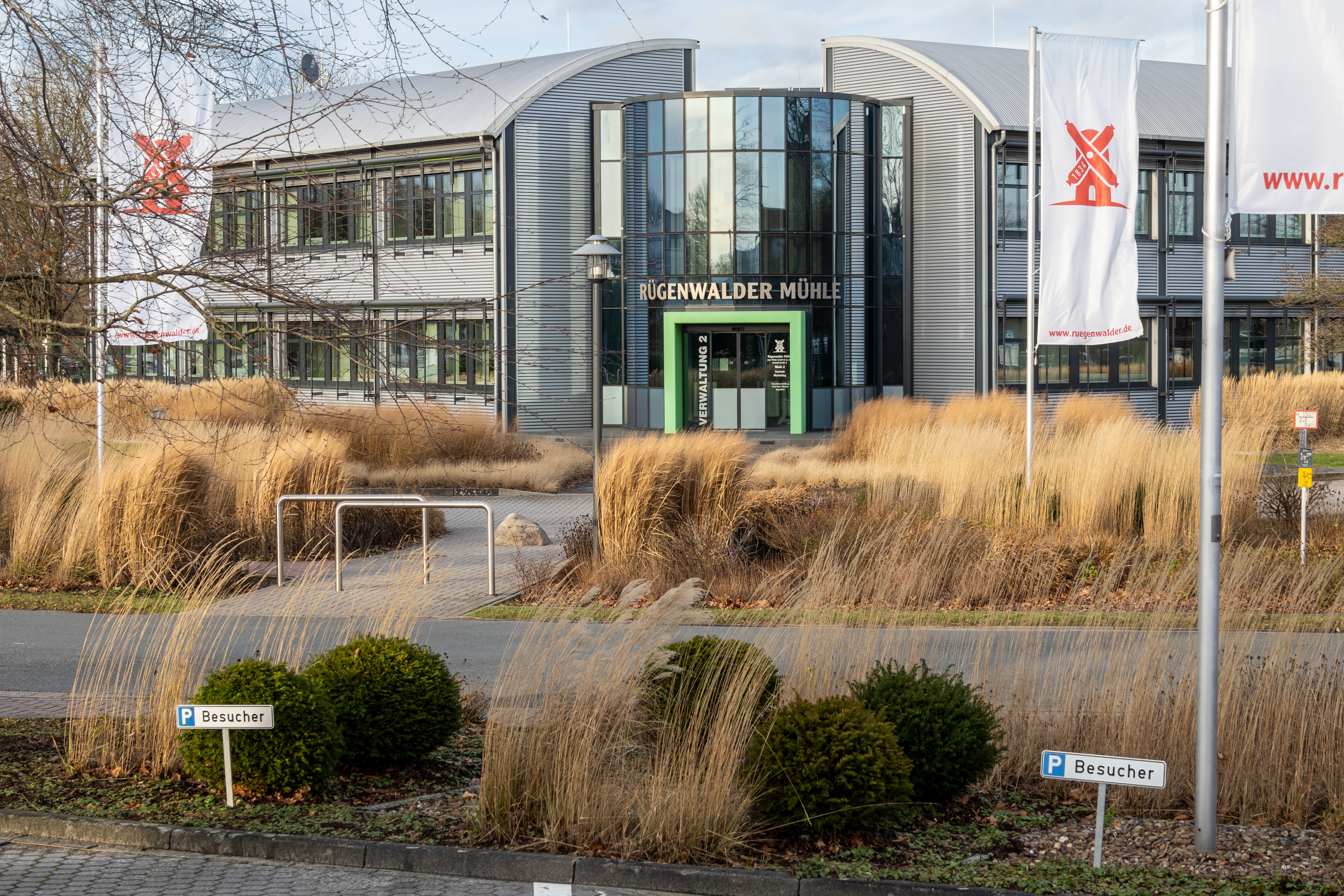
Verwaltungsgebäude in Bad Zwischenahn

## Geschichte
Carl Müller gründete 1834 in der pommerschen Kleinstadt Rügenwalde (heute Darłowo, Polen) eine Fleischerei. Nachfolger von Carl Müller wurde sein Sohn Johann August Wilhelm Müller. Carl Wilhelm Gottfried Müller, der das Unternehmen in der dritten Generation leitete, stellte 1903 zum ersten Mal seine Teewurst unter diesem Namen her. Um Carl Müllers Wurst von anderen unterscheiden zu können, entwarf seine Frau Alwine eine rote Windmühle als Firmenlogo; damals noch mit krummen Würsten als Flügel. Das Motiv der Mühle wurde gewählt, da der Familienname Müller lautete und ein Konkurrenzunternehmer mit Namen Carl Schiffmann ein Schiff als Firmenlogo hatte.
Gegen Ende des Zweiten Weltkrieges musste der Standort in Rügenwalde im Zuge der Flucht und Vertreibung der deutschen Bevölkerung aufgegeben werden. Die Familie Müller floh 1946 in das niedersächsische Westerstede im Ammerland. Dort wurde der Geschäftsbetrieb wieder aufgenommen und vom vierten Geschäftsführer, Carl Wilhelm Müller, 1956 nach Bad Zwischenahn verlagert. Unter dem gelernten Uhrmacher Kurt Rauffus († 2007), Ehemann der Erbin Ruth Müller, wuchs das Unternehmen in der nächsten Generation zu einem Industriebetrieb an. Bis 2017 leitete sein Sohn Christian Rauffus den Betrieb in sechster Generation. 2012 wurde im Bad Zwischenahner Ortsteil Kayhausen am Zwischenahner Meer eine funktionsfähige Windmühle eingeweiht, die in Anlehnung an das Firmenlogo mit roten Ziegelsteinen neu erbaut worden war und den Markenauftritt des Unternehmens unterstützen soll.
Zu Beginn des Jahres 2017 zog sich Christian Rauffus nach über 30 Jahren aus der operativen Geschäftsführung zurück und übernahm den Vorsitz im neu geschaffenen Aufsichtsrat des Unternehmens. Sein Sohn Gunnar Rauffus folgte Anfang 2020 auf diese Position.

## Übernahme durch Pfeifer & Langen
Im November 2023 gaben Rügenwalder Mühle und der Lebensmittelkonzern Pfeifer & Langen bekannt, dass die Pfeifer & Langen Industrie- und Handels-KG über ihr Tochterunternehmen Nature’s Richness Holding GmbH eine Mehrheitsbeteiligung von 85 % an der Rügenwalder Mühle Carl Müller GmbH & Co. KG erwerben wird. Die EU-Kommission hat der Anteilsübernahme Ende März 2024 zugestimmt. „Rügenwalder Mühle“ soll neben „Endori“ eine Handelsmarke des Unternehmens The Nature’s Richness Group werden.

## Kartellverfahren
2014 verhängte das Bundeskartellamt gegen 21 Wursthersteller des Wurstkartells, darunter Rügenwalder Mühle Carl Müller, eine dreistellige Millionenstrafe wegen illegaler Preisabsprachen.

## Fleischprodukte
Zur Produktpalette gehören Rügenwalder Teewurst, Schinkenwurst, unter dem Markennamen Schinken Spicker, Mett, Leberwurst, Kochschinken und Frikadellen. Als ehemals in Rügenwalde ansässiges Unternehmen darf es seine Teewurst unter der Wortmarke „Rügenwalder Teewurst“ auf dem Markt anbieten.

## Fleischlose Produkte
Neben den Wurstprodukten stellt das Familienunternehmen seit 2014 fleischlose Produkte wie vegetarische Schnitzel, Mini-Frikadellen und Aufschnitt her, ein Teil dieser Produkte ist vegan.
In einem Interview mit der F.A.Z. im Jahr 2016 äußerte sich der Inhaber Christian Rauffus über die langfristige Ausrichtung des Unternehmens. Er sprach sich gegen häufigen Fleischverzehr aus und führte aus: „Ich kann mir vorstellen, dass wir in 20 Jahren ohne Fleisch arbeiten.“ Im November 2016 kamen auf etwa 400 Tonnen Fleischprodukte rund 100 Tonnen vegetarischer Produktion in einer Woche.
Im Juli 2020 machte das Unternehmen erstmals mehr Umsatz mit veganen und vegetarischen Produkten als mit klassischer Wurst und 2021 zum ersten Mal aufs Gesamtgeschäftsjahr gesehen.
Aktuell entfallen 60 % des Umsatzes auf fleischlose Produkte. Rügenwalder Mühle hat 23 Fleisch- und Wurstwaren und circa 50 vegetarische und vegane Produkte im Sortiment. Damit ist das Unternehmen mit guten 40 % Marktanteil Marktführer in Deutschland in diesem Segment. Aufgrund dieses starken Wachstums wurde die Produktion des klassischen Schinken Spickers aus Fleisch ausgelagert, um Produktionskapazitäten für die Fleischalternativen zu schaffen. Außerdem hat die Rügenwalder Mühle per 1. Mai 2022 einen neuen Produktionsstandort im niedersächsischen Goldenstedt gekauft. Im ehemaligen Werk der Firma Fleisch Krone sollen zukünftig auf zwei Produktionslinien ausschließlich vegane und vegetarische Fleischersatzprodukte des Unternehmens produziert werden. Die 60 Mitarbeiter werden übernommen. Insgesamt will man aber langfristig zweigleisig mit Fleisch- und Alternativprodukten fahren. Am 17. Januar 2024 gab das Unternehmen bekannt, die Produktion des klassischen Schinken Spickers zu Gunsten der veganen Variante Ende 2023 eingestellt zu haben.
Da Soja zu den wichtigsten Grundprodukten für die fleischlosen Produkte zählt, bemüht sich das Unternehmen, Anbauflächen in Deutschland und Europa auszuweiten, um nicht auf Importware aus Südamerika angewiesen zu sein. Nicht nur kürzere Transportwege, sondern auch die Herkunft der Rohstoffe aus Regionen, in denen keine Flächen für die Plantagen gerodet werden, ist vielen Kunden wichtig. Daher stammte 2021 etwa die Hälfte des verarbeiteten Sojas aus Südosteuropa. In Deutschland wurde die vom Unternehmen bewirtschaftete Anbaufläche 2021 auf 50 Hektar verdoppelt. Andere pflanzliche Rohstoffe, wie Erbsen stammen dagegen ausschließlich aus Frankreich, während der Weizen aus der EU kommt. 2023 wurde bereits auf 500 Hektar Sojabohnen in Deutschland für das Unternehmen angebaut.
Einer Umfrage zufolge war das Unternehmen 2022, mit einem Bekanntheitsgrad von 79 %, die bekannteste Marke für vegane und vegetarische Fleischersatzprodukte.

## Öffentlichkeitsauftritt
In den 1990er Jahren fokussierte sich das Familienunternehmen zunehmend auf Marketing. Für einen gelungenen Markenauftritt wurde das zuvor etwa 400 Produkte umfassende Sortiment radikal reduziert. Das Zugpferd des Unternehmens, die Teewurst, sollte die Verluste durch ein großes Wachstum wettmachen. Man konzentrierte sich auf TV-Werbung, mit deren Hilfe der Umsatz der Rügenwalder Teewurst von 50 Millionen im Jahr 1996 auf etwa 100 Millionen Mark im Jahr 2000 stieg. In den darauffolgenden Jahren wurde eine ähnliche Strategie mit der Gutsleberwurst Pommersche mit Erfolg verfolgt. Bis heute ist der Markenwert dieser beiden Marken im Vergleich zu den Wettbewerbern sehr hoch.

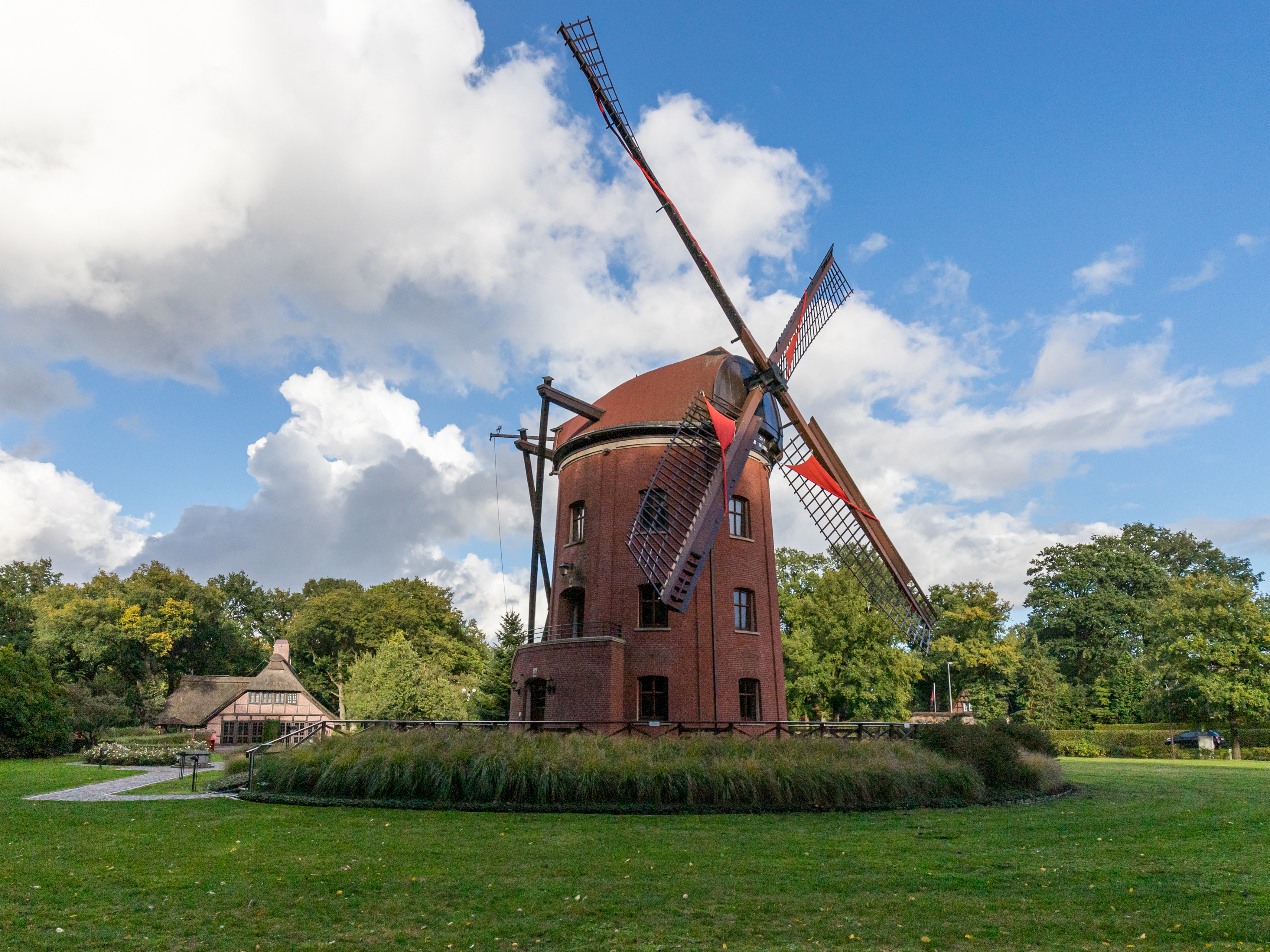
„Rügenwalder Mühle“ mit Charlottenhof in Bad Zwischenahn

2010 erhielt das Unternehmen den Sonderpreis des Deutschen Marketing-Verbands. Von der Jury wurde insbesondere die generationenübergreifende, exzellente Performance im Marketingbereich gelobt.
Das Logo des Lebensmittelherstellers ist eine Mühle mit roten Würsten als Flügeln. Eine echte zum Unternehmen gehörige Windmühle gab es aber weder in Rügenwalde noch später in Niedersachsen, bis sich die Firma 2011/2012 eine voll funktionsfähige Mühle mit einem Salzmahlwerk am Ostufer des Zwischenahner Meers errichten ließ, die sie analog zum Firmennamen „Rügenwalder Mühle“ nannte. Die Mühle ist aus Holz und Klinkern gebaut und siebzehn Meter hoch. Sie wurde auf dem Gelände des Charlottenhofs platziert, eines umgebauten Ammerländer Bauernhauses aus dem 18. Jahrhundert, das als Gästehaus des Unternehmens Rügenwalder Mühle fungiert, aber auch von Externen gastronomisch genutzt werden kann. Bei der Schlüsselübergabe der Mühle war der Fernsehmoderator Jörg Pilawa als Werbepartner zugegen. Im Umfeld der Mühle werden Werbespots für die Produkte des Unternehmens gedreht.
Christian Rauffus unterstützte 2013 den Vorschlag eines Veggieday. Die Süddeutsche Zeitung führte dazu ein Interview Rauffus’ mit dem Handelsblatt an. Es sei der SZ zufolge ein Trend zum Flexitarismus auszumachen, viele Menschen wollten Fleisch in Maßen und mit gutem Gewissen verspeisen, ebenso werde gelegentlich vegetarisches Essen immer beliebter.
Im September 2016 testete die Stiftung Warentest vegetarische Fleischersatzprodukte, darunter das vegetarische Schnitzel von Rügenwalder Mühle, welches dabei als mangelhaft bewertet wurde. Laut Stiftung Warentest wurden mit 400 Milligramm pro Kilogramm vergleichsweise hohe Konzentrationen gesättigter Kohlenwasserstoffe aus Mineralöl gefunden, für die es zwar keine Grenzwerte gibt, die aber laut der Europäischen Behörde für Lebensmittelsicherheit (EFSA) als „potenziell besorgniserregend“ eingestuft sind. Rügenwalder Mühle erklärte, dass die Rückstände durch ein Paraffin verursacht würden, das zur Herstellung von Lebensmitteln zugelassen sei. Es wurde von einem Zulieferer als Schmiermittel eingesetzt, sei aber kein gesundheitsgefährdendes Mineralöl. Das Unternehmen ließ dies durch Analysen in mehreren unabhängigen Laboren nachweisen. Die Zutat, die für das Paraffin verantwortlich gewesen war, wurde ausgetauscht und nicht mehr bei Rügenwalder Mühle eingesetzt.
Die Gemüsefrikadellen des Unternehmens wurden Testsieger im Bereich Veggie-Frikadelle. Im Jahr 2019 erhielt das Produkt „Veganer Mühlen Burger Typ Rind“ bei einem Test der Zeitschrift Öko-Test die Note „Gut“ und wurde damit Testsieger in der Kategorie Wie-Fleisch-Burger. PETA Deutschland zeichnete das Produkt „Veganes Mühlen Steak Typ Rind“ mit dem Vegan Food Award 2019 als bestes veganes Steak aus.
2021 und 2022 wurde die Rügenwalder Mühle mit dem von Reader’s Digest alljährlich vergebenen Konsumentenpreis „Most Trusted Brand“ in der Kategorie Vegetarische/Vegane Produkte ausgezeichnet. Außerdem hat das Unternehmen 2022 den renommierten Best Brand Award in der Kategorie Food & Beverages gewonnen.

## Filme
- Unsere Geschichte: Rügenwalder Mühle – Mit der Teewurst an die Spitze, NDR-Dokumentation